# Ary Coslov
Ary Coslov, nome artístico de Ary Coslovsky (Rio de Janeiro, 10 de setembro de 1942), é um ator e diretor de novelas, teatro, cinema e televisão., Também  é autor, tradutor, cenógrafo, figurinista, locutor, dublador, artista plástico e  desenhista.

## Biografia
Começou a trabalhar em televisão fazendo diversas participações como ator em 1963 no programa "Grande Teatro", na TV-Rio (antes era exibido na TV-Tupi, onde estreou em 1956), sob a direção de Sérgio Britto e Fernando Torres. No cinema, atuou em filmes como O Mundo Alegre de Helô (1967), de Carlos Alberto de Souza Barros, e Anjos e Demônios (1970), de Carlos Hugo Christensen. Já dirigiu dezenas de peças de teatro, tendo recebido os prêmios Shell e APTR em 2009 por sua direção de "Traição", de Harold Pinter. Estreou como ator profissional de teatro em 1963, em "Aonde Vais, Isabel?" de Maria Inês de Almeida, no Teatro Jovem, Rio de Janeiro. Estreou na TV- Globo em 1976, como ator, na novela Escrava Isaura, de Gilberto Braga, no papel do advogado Geraldo. No ano seguinte, atuou em outra novela de época, Sinhazinha Flô, escrita por Lafayette Galvão a partir de obras de José de Alencar. Também em 1977, fez uma participação – como Jabuti – na primeira versão que a Globo fez do Sítio do Picapau Amarelo, adaptação da obra de Monteiro Lobato. Coslov estreou como diretor de televisão no seriado "Carga pesada", em 1979, na TV-Globo, e a primeira novela que dirigiu, em 1981, foi "Brilhante" de Gilberto Braga. Em 1984 foi para a TV-Manchete, recem-inaugurada, onde dirigiu a primeira obra de teledramaturgia da emissora, "Marquesa de Santos". Em 1989 dirigiu a versão peruana de "O Homem que deve Morrer", novela de Janete Clair, na TV-Panamericana de Lima, Peru. Em 1990, dirigiu El Magnate, novela de Manoel Carlos, nos EUA, produção da Capitalvision Productions que foi exibida no canal Telemundo (EUA) e em diversos países da América Latina. Voltou para a TV-Globo em 1991. Além de seriados, minisséries e programas de humor, já dirigiu mais de 30 novelas, como Andando nas Nuvens (2000), de Euclydes Marinho, na qual também fez uma participação como ator. Naquele ano, foi diretor de outras duas tramas: Esplendor (2000), de Ana Maria Moretzsohn, e Uga Uga (2000), de Carlos Lombardi. Nos anos seguintes, dirigiu Mulheres Apaixonadas (2003), de Manoel Carlos; Senhora do Destino (2004), de Aguinaldo Silva; Bang Bang (2005), de Mário Prata; Cobras & Lagartos, de João Emanuel Carneiro; Pé na Jaca (2006), de Carlos Lombardi; Duas Caras (2007), de Aguinaldo Silva; Caras & Bocas (2009), de Walcyr Carrasco; o remake de Ti Ti Ti (2010), assinado por Maria Adelaide Amaral a partir do original de Cassiano Gabus Mendes; Fina Estampa (2011), de Aguinaldo Silva; e Guerra dos Sexos (2012-2013), de Silvio de Abreu.

## Trabalhos como diretor de televisão
- 1979-1980 - Carga Pesada (seriado, TV-Globo)
- 1980 - Obrigado, Doutor (seriado, TV-Globo)
- 1981 - Amizade Colorida (seriado, TV-Globo)
- 1981 - Plantão de Polícia (seriado, TV-Globo)
- 1981 - Brilhante (novela, TV-Globo)
- 1982 - Paraíso (novela, TV-Globo)
- 1982 - O Homem Proibido (novela, TV-Globo)
- 1983 - Louco Amor (novela, TV-Globo)
- 1983 - Voltei pra Você (novela, TV-Globo)
- 1983 - Bar Academia (musical, TV-Manchete)
- 1984 - Marquesa de Santos (minissérie, TV-Manchete)
- 1985 - Tamanho Família (seriado, TV-Manchete)
- 1985 - Tudo em Cima (minissérie, TV-Manchete)
- 1987 - Corpo Santo (novela, TV-Manchete)
- 1988 - Olho por Olho (novela, TV-Manchete)
- 1989 - El Hombre que debe Morir (novela, TV-Panamericana,Lima, Peru)[2]
- 1990 - El Magnate (novela, Capitalvision Productions-Telemundo, EUA)[2]
- 1993 - Sex Appeal (minissérie, TV-Globo)
- 1993 - Olho no Olho (novela, TV-Globo)
- 1994 - Pátria Minha (novela, TV-Globo)
- 1995 - Irmãos Coragem  (novela, TV-Globo)
- 1995 - Explode Coração (novela, TV-Globo)
- 1996 - Concertos Internacionais (música clássica, TV-Globo)
- 1996 - Anjo de Mim (novela, TV-Globo)
- 1997 - Por Amor (novela, TV-Globo)
- 1997-1998 - Você Decide (série, TV-Globo)
- 1998 - Vida ao Vivo Show (humorístico, TV-Globo)
- 1999 - Andando nas Nuvens (novela, TV-Globo)
- 2000 - Esplendor (novela, TV-Globo)
- 2000 - Uga Uga (novela, TV-Globo)
- 2001 - Presença de Anita (algumas cenas, minissérie, TV-Globo)
- 2001 - Vale todo (novela, TV-Globo/Telemundo)
- 2002 - A Grande Família (seriado, TV-Globo)
- 2003 - Mulheres Apaixonadas (novela, TV-Globo)
- 2003-2004 - Carga Pesada (seriado, TV-Globo)
- 2004 - Senhora do Destino (novela, TV-Globo)
- 2005 - Bang Bang (novela, TV-Globo)
- 2005-2006 - Carga Pesada (seriado, TV-Globo)
- 2006 - Cobras & Lagartos (novela, TV-Globo)
- 2006-2007 - Pé na Jaca (novela, TV-Globo)
- 2007-2008 - Duas Caras (novela, TV-Globo)
- 2009 - Caras & Bocas (novela, TV-Globo)
- 2010 - Ti Ti Ti (2010, novela, TV-Globo)
- 2011 - Fina Estampa (novela, TV-Globo)
- 2012-2013 - Guerra dos Sexos (novela, TV-Globo)

## Principais trabalhos como diretor de teatro
- 1977 - "Palácio do tango" de Maria Irene Fornes
- 1978 - "Sanduiche" de diversos autores
- 1982 - "Brasil dourado" de Aguinaldo Silva
- 1986 - "Pedra a tragédia" de Mauro Rasi, Vicente Pereira e Miguel Falabella
- 1986 - "Dona Rosita a solteira" de Garcia Lorca
- 1986 - "Ligações horrorosas" de Luis Carlos Góes
- 1987 - "A Desinibida do Grajaú" de Sergio Porto
- 1989 - "Tem um psicanalista na nossa cama" de João Bethencourt
- 1992 - "Ideias intimas" de Álvares de Azevedo
- 1996 - "A Bossa da conquista" de Ann Jellicoe
- 2001 - "Polaroides explícitas" de Mark Ravenhill
- 2002 - "Entre o vermute e a sopa" textos de Machado de Assis e Arthur Azevedo
- 2003 - "O Irresistível Sr. Sloane" de Joe Orton
- 2005 - "Em busca do homem perdido" de Bia Montez e Fatima Valença
- 2008-2011 - "Traição" de Harold Pinter (Prêmios SHELL e APTR)
- 2009 - "A Carpa" de Melanie Dimantas e Denise Crispum
- 2010 - "A Varanda de Golda" de William Gibson
- 2011 - "Por pouco" de Samuel Benchetrit
- 2012 - "Pinteresco" - 10 textos de Harold Pinter
- 2013 - "Fish & chips" - de Tereza Briggs-Novaes
- 2014 - "Relações aparentes" de Alan Ayckbourn
- 2014-2015 - "A Estufa" de Harold Pinter
- 2016 - "Entre corvos" de Marcelo Aquino e Ary Coslov
- 2016 - "O Amor perdoa tudo" de Fabricio Carpinejar e Claudia Tajes
- 2016 - "Ela é o cara" de Marcio Araujo e Andrea Batitucci
- 2017 - "Ivanov" de Anton Tchekhov
- 2018 - "Meus Duzentos Filhos" de Miriam Halfim
- 2018 - "O Inoportuno" de Harold Pinter
- 2019 - "Freud e Mahler" de Miriam Halfim
- 2020 - "Uma Relação Tão Delicada" de Loleh Bellon
- 2022 - "O Homem do Planeta Auschwitz" de Miriam Halfim
- 2023 - "Matar ou Morrer" de Miriam Halfim
- 2024 - "Van Gogh Entre Corvos" de Marcelo Aquino e Ary Coslov
- 2024 - "Maestro Selvagem" de Miriam Halfim

## Trabalhos como ator de televisão e cinema
Na Televisão
| Ano  | Título                       | Personagem         | Notas                                       |
| ---- | ---------------------------- | ------------------ | ------------------------------------------- |
| 1963 | Grande Teatro Tupi           | Vários personagens | 1963-1964                                   |
| 1976 | Escrava Isaura               | Geraldo            |                                             |
| 1977 | Sítio do Picapau Amarelo     | Jabuti             |                                             |
| 1977 | Sinhazinha Flô               | Fragoso            |                                             |
| 1978 | Maria, Maria                 | Artur              |                                             |
| 1978 | A Sucessora                  | Munhoz             |                                             |
| 1979 | Aplauso                      | —                  | Episódio: "Vestido de Noiva"                |
| 1984 | Marquesa de Santos           | Médico             |                                             |
| 1986 | Dona Beija                   | Juca               |                                             |
| 1991 | O Dono do Mundo              | Sálvio             |                                             |
| 1991 | Felicidade                   | Alfredo            |                                             |
| 1992 | Você Decide                  | —                  | Episódio: "Entre a Tempestade e a Calmaria" |
| 1993 | Você Decide                  | —                  | Episódio:"Você Toda Nua"                    |
| 1997 | Você Decide                  | —                  | Episódio: "Morte em Vida"                   |
| 1999 | Andando nas nuvens           | Gregório Montana   |                                             |
| 2014 | Malhação: Sonhos             | ele mesmo          |                                             |
| 2015 | Sete Vidas                   | Carlos             |                                             |
| 2015 | Malhação: Seu Lugar no Mundo | —                  |                                             |
| 2016 | Ligações Perigosas           | José Alves         |                                             |
| 2019 | Verão 90                     | Emílio Ribeiro     |                                             |
| 2021 | Passaporte para Liberdade    | —                  |                                             |

No Cinema
| Ano  | Título                 | Personagem |
| ---- | ---------------------- | ---------- |
| 1967 | O Mundo Alegre de Helô | Beto       |
| 1970 | Anjos e Demônios       |            |
| 2005 | Lost Zweig             | Alfaiate   |

## Principais trabalhos como ator de teatro
- 1963 - "Aonde vais, Isabel?" de Maria Inês de Almeida
- 1963 - "Roleta paulista" de Pedro Bloch
- 1964 - "O Hóspede inesperado" de Agatha Christie
- 1964 - "A Tempestade" de William Shakespeare
- 1965 - "Mortos sem sepultura" de Jean-Paul Sartre
- 1965 - "Labirinto" de Fernando Arrabal
- 1966 - "A Bossa da conquista" de Ann Jellicoe
- 1967 - "Pequenos burgueses" de Maksim Gorki
- 1967 - "Os Corruptos" de Lillian Hellman
- 1968 - "Juventude em crise" de Ferdinand Bruckner
- 1972 - "Tango" de Slawomir Mrozeck
- 1974 - "Tropix" de Mossa Bildner
- 1975 - "Titus Andronicus" de William Shakespeare
- 1978 - "A Fila" de Israel Horowitz
- 2010 - "Produto" de Mark Ravenhill
- 2015 - "A Estufa" de Harold Pinter
- 2021 - "Lá Fora, Temporal" de Marcelo Aquino
- 2022 - "A Última Ata" de Tracy Letts

## Prêmios
- 2009 - Prêmio Shell - Melhor diretor de teatro em 2008 (por "Traição" de Harold Pinter)
- 2009 - Prêmio APTR (Associação dos Produtores Teatrais do Rio de Janeiro) - Melhor diretor de teatro em 2008 (por "Traição")
- 2021 - Prêmio Rosário em Cena - Melhor Ator (por "Lá Fora, Temporal")